# 倉島長正
倉島 長正（くらしま ながまさ、1935年2月16日 - ）は、日本の日本語学者。
長野県生まれ。1959年早稲田大学文学部国文科卒。小学館『日本国語大辞典』初版の編集長を務めた。

## 著書
- なるほどがってん日本語101話 東京新聞出版局 1996.6 「正しい日本語101」PHP文庫
- 正しく美しい日本語のしくみ 日本実業出版社 1997.6
- 「国語」と「国語辞典」の時代 小学館 1997.11
- 国語100年 20世紀、日本語はどのような道を歩んできたか 小学館 2002.5
- 日本語一〇〇年の鼓動 日本人なら知っておきたい国語辞典誕生のいきさつ 小学館 2003.3
- 日本語から日本が見える 東京新聞出版局 2004.11
- 日本人が忘れてはいけない美しい日本の言葉 青春出版社 2005.1 (プレイブックスインテリジェンス)
- 国語辞書一〇〇年 日本語をつかまえようと苦闘した人々の物語 おうふう、2010